# 佐野真彩
佐野 真彩（さの まや、1985年〈昭和60年〉2月13日 - ）は、日本の女性モデル、タレント、グラビアアイドル、キャスター、リポーターで、元レースクイーン。香川県高松市出身。

## 略歴

### レースクイーン時代
同志社女子大学卒業後、2009年からモデル活動を始め、2010年のフォーミュラ・ニッポンで「PETRONAS TEAM TOM'S “AC Queen”」としてレースクイーンデビュー。
2011年にはSUPER GT500クラス「Weds Sport Racing Gals」（RACING PROJECT BANDOH）を春那美希、三島ゆかりと共に担当。RACING PROJECT BANDOHはこの年からGT500クラスへとグレードアップしたため、Wedsのコスチュームのロゴは、それまでの「Weds Sport Racing Team with BANDOH」から「Weds Sport Super GT 500 Racing Team BANDOH」にリニューアルされている。
翌2012年のSUPER GTでは、赤西あやと共に「HANKOOKレディ」を担当。通常HANKOOKレディは日本人2 - 3名が選ばれていたが、この年は初戦のみ佐野・赤西と韓国人女性2名の計4名体制であった。同年には競輪専門チャンネル「SPEEDチャンネル」のイメージガールユニットに当たる『スピーチーズ』への参加もあった。
2013年、SUPER GT「Weds Sport Racing Gals」に復帰し、翌2014年1月10日に発表された『日本レースクイーン大賞2013』では4代目となるグランプリを受賞。同年のコスチューム部門でもWeds Sportがグランプリを受賞した。日本レースクイーン大賞では、2015年度の第6回大会授賞式で司会を務めている。
2014年も引き続きWeds SportのRQを務め、同年10月27日には『レースクイーン・オブ・ザ・イヤー13-14』を受賞。2012年の立花サキ以来となる2人目のRQ賞2冠を達成した。当時29歳での受賞は歴代最年長記録だったが、2018年2月2日に西村いちかがこの年齢（1988年4月10日生）でレースクイーン・オブ・ザ・イヤー17-18を受賞しており、結果的にはタイ記録となる。またこの年からは多摩ケーブルネットワークへの番組出演を開始。地域情報番組『スタジオ21』の火曜日キャスターや、冠番組『ちゃりっ娘マヤの冒険』などに出演している。

### レースクイーン卒業後
2015年4月1日、プラチナムプロダクションに移籍。これを機にレースクイーンを卒業し、グラビアモデルとしてソロイメージDVDを4作リリース。また後述するマイスマTVで冠番組を持つ他、格闘技団体「RIZIN」のラウンドガールも務めていたが、2019年3月31日付をもってプラチナムプロダクションを退所し、現在はフリーで活動している。
2019年はWeds Sport BANDOHアンバサダーとして、SUPER GT開催サーキットや関連イベントでのMCを担当。この年WedsのRQに就任した安田七奈は、以後2022年現在までWedsのRQを務めており、佐野の在任回数を上回った。
2020年5月13日、三栄より写真集『AL MANANA』を発表。モデル活動開始から11年、満35歳で初の写真集となった。
現在はケーブルテレビのキャスターと会社員としても活動している。

## 人物

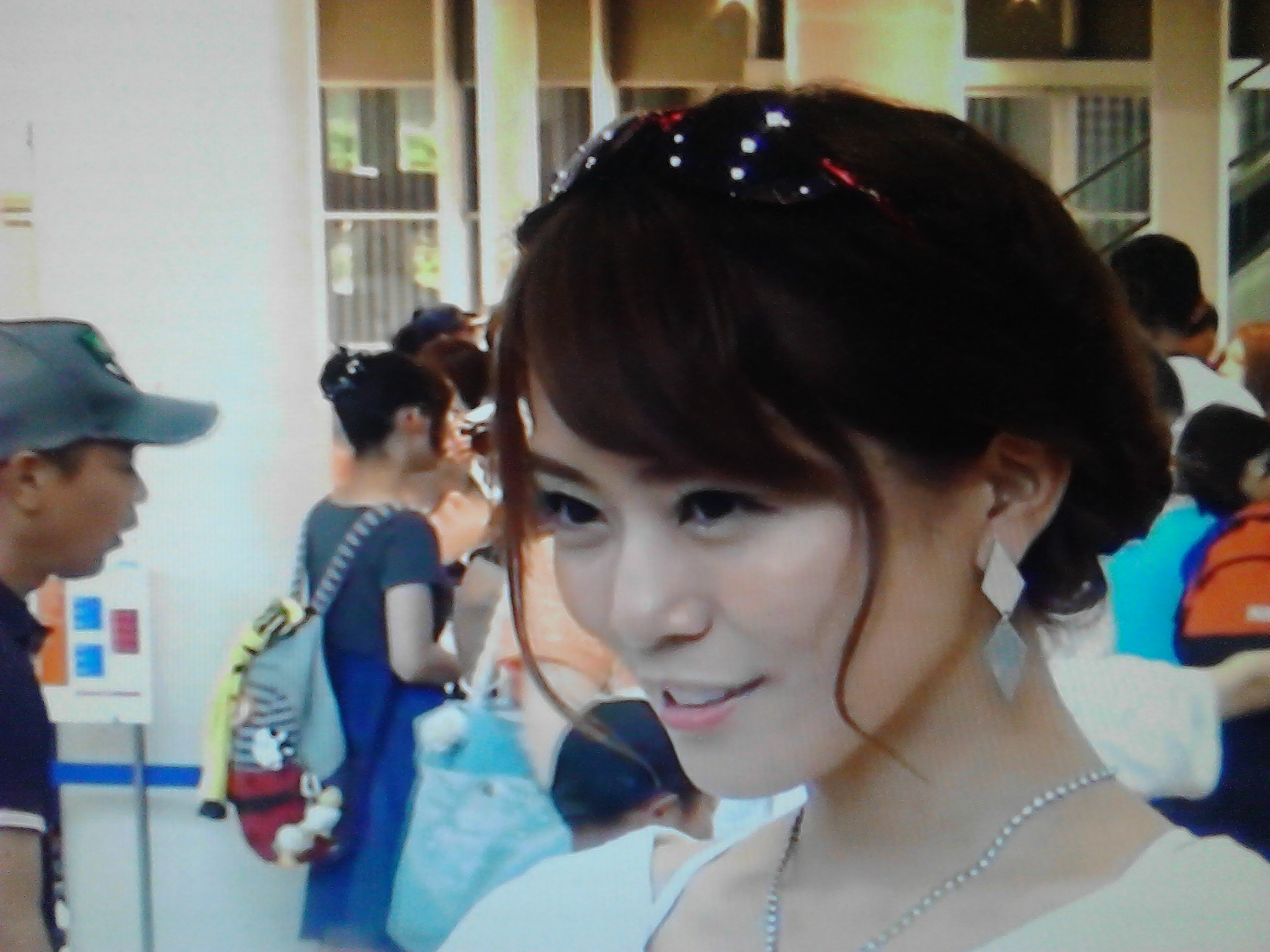
2014年、MEGAWEBにて

- 趣味はトレーニング、弓道、水泳、美容研究。水泳は3歳の頃から習い、中学時代はテニス部に入っていた[22]。
- 好きな色はピンク[23]。
- 高校時代までアトピー性皮膚炎に罹っていた為、小麦粉系はあまり食べられなかったという[24]。
- 好きな映画は「ショーシャンクの空に」
- 妹がいる[25]。

## 作品

### 映像作品
- 真彩色 （2015年6月19日、イーネット・フロンティア）
- 真彩に恋して （2015年9月20日、ラインコミュニケーションズ）
- カラフル （2015年12月28日、竹書房）
- PIT IN （2016年3月25日、エスデジタル）

### 写真集
- AL MANANA（2020年5月13日、三栄[21]、撮影：佐藤健太郎）ISBN 978-4779641893

## 出演

### スチール
- 東急スポーツオアシス
- auスマートスポーツ

### 雑誌
- オートスポーツAS1378号
- スケールアヴィエーション2014 3月号
- 軽キャンパーfan vol.14　表紙
- ゴルフTODAY（三栄書房）
- カーセンサー（リクルート）
- ベストカープラス（講談社）
- FHM表紙 シンガポール　JULY2013
- 雑誌 ランニングスタイル （エイ出版社）

### テレビ
- 多摩ケーブルネットワーク（TCN）
  - 「スタジオ21」火曜日キャスター[13]
  - 「西多摩からチャリンコ風」「ちゃりっ娘マヤの冒険」リポーター
- TOKYO MX「採掘！ビットガールズ」準レギュラー（2016年11月 - 2017年3月）
- 日本テレビ「グサッとアカデミア～林修が教える女の現実学～」（2015年10月4日）
- フジテレビ「笑っていいとも!」（2013年3月29日）
“いないかもしれないけど会いたいヒト大募集! ボクどうしても会いたいんだもん”コーナーに水着モデルとして登場[26][27]
- フジテレビ・Netflixオリジナルドラマ「アンダーウェア」（2015年）[28]
- BSジャパン「ぶっ飛び!ゴルフ魂」レギュラー（2017年4月9日 - ）
- ビデオ option　No.24・241

### ネット配信
- MISSION Xperia 対決！カメラ女子 in 沖縄
- オートックワン
- ウェザーニューズお天気キャスター

### ラジオ
- FM横浜『EVENING BUZZ』ゲスト
- ニコニコ生放送『Xperia presents　吉田尚記XYZ』
- Amebaスタジオ『イジリー岡田と谷澤恵里香のコイバナ☆女子会!リターンズ』

### レースクイーン
| 年     | カテゴリー             | チーム名                              | 他メンバー                       | 備考                                            |
| ------ | ---------------------- | ------------------------------------- | -------------------------------- | ----------------------------------------------- |
| 2010年 | フォーミュラ・ニッポン | ペトロナスチーム トムス（ACクイーン） |                                  |                                                 |
| 2011年 | SUPER GT               | Weds Sport RACING PROJECT BANDOH      | 春那美希、三島ゆかり             | [ 4 ]                                           |
| 2012年 | SUPER GT               | HANKOOKレディ                         | 赤西あや、ジュ・ジハ、ホ・ユンミ |                                                 |
| 2013年 | SUPER GT               | Weds Sport RACING PROJECT BANDOH      | 田代綾夏、岡田智子               | 日本レースクイーン大賞4代目グランプリ受賞。     |
| 2014年 | SUPER GT               | Weds Sport RACING PROJECT BANDOH      | 愛内ゆかり                       | レースクイーン・オブ・ザ・イヤー13 - 14を受賞。 |

### イメージガール
- 2011年10月 - 2016年：ゴルフTODAY（三栄書房）イメージガール「バーディーズ」[29]
- 2012年：競輪専門チャンネル・SPEEDチャンネルイメージガール「スピーチーズ」[5]
- 2013、2014年：スポーツ紙6紙合同イメージガールユニット「スクープ!?」3期生（日刊スポーツ担当）
- 2013年4月：東京オートサロンinシンガポール「J-girls」[30]

### ラウンドガール
- 2011年 - 2012年：MAキックボクシングラウンドガール
- 2013年 - 2014年：ジャパン・キックボクシング・イノベーションラウンドガール
- 2014年 ：REBELSラウンドガール
- 2016年 - 2018年：RIZINガール[16]
- 2018年-2019年：フジボクシングリングガール

### その他
- サンスポPSリポート「サンスポP-1娘」（2011年 - 2012年）
- サンスポアイドルリポーター第1期候補生（2011年- 2012年）
- ニッコーエクステリア「Garden Concierge Book」[2]
- 週刊つりニュース（関東版）「教えて！船長さん！」コラム
- きものレンタル「たちばな」CM（2015年）
- 楽天カードCM（2016年）
- ブランディアCM
- アルージェCM

## 佐野真彩のRQフラッシュ！
佐野真彩のRQフラッシュ!（さのまやのレースクイーンフラッシュ！）は、芸能プロダクション「リップ」が運営するスマートフォン放送局『マイスマTV』で毎月1回放送されていたトークバラエティ番組。
自身初の冠番組として2015年4月にスタートし、2016年6月まで1年3か月にわたり、東京都新宿区三栄町の『ボナスタジオ』から公開生放送が行われた。なお、レースクイーン・オブ・ザ・イヤー受賞者がマイスマTVで冠番組を持ったのは青山めぐ（ロックオンRQ!、○○さんには内緒だよ?）に続き2人目であった。
| 第1回  | 2015年4月30日 （木曜日）  | 八鍬有紗 （LEON RACING LADY） | 所属していたプラチナムプロダクションの後輩。                                                                       |
| 第2回  | 2015年5月27日 （木曜日）  | 北原さつき （EXEDY Racing Girls） | |
| 第3回  | 2015年6月30日 （火曜日）  | 愛内ゆかり （SUBARU BRZ GALS “BREEZE”） | Wedsレースクイーン時代の相方。                                                                                     |
| 第4回  | 2015年7月27日 （月曜日）  | 南真琴（SUBARU BRZ GALS “BREEZE”） | この日は生放送中に機械のトラブルで一部音声と映像が受信出来ないというハプニングがあった。                           |
| 第5回  | 2015年8月25日 （火曜日）  | 森下まゆみ | 番組初の元レースクイーン、かつ番組初の昭和生まれのゲストであった。                                                 |
| 第6回  | 2015年9月29日 （火曜日）  | 渡辺順子（ENEOS GIRLS） | 2ヵ月連続で昭和生まれがゲストとなった。                                                                            |
| 第7回  | 2015年10月26日 （月曜日） | 仲村ありさ （Weds Sport RACING PROJECT BANDOHレースクイーン） | 佐野の卒業後に起用されたWedsのレースクイーンの一人。                                                               |
| 第8回  | 2015年11月12日（木曜日）  | 美波千夏、立花サキ | 初代（2010年度）・2代目（2011年度）の日本レースクイーン大賞受賞者。 いずれも元スリーライズ所属という共通点がある。 |
| 第9回  | 2015年12月21日 （月曜日） | 橘沙奈（ENEOS GIRLS） | 第6回に登場した渡辺順子のチームメイトだった。                                                                      |
| 第10回 | 2016年1月28日 （木曜日）  | 川崎あや（クリスタルクロコクイーン） | この回の放送2週間前（1月12日）にミスFLASHの10代目グランプリとなった。                                              |
| 第11回 | 2016年2月15日 （月曜日）  | 林紗久羅（RAYBRIGレースクイーン） | 当時佐野と同じプラチナムプロダクション所属。                                                                       |
| 第12回 | 2016年3月24日 （木曜日）  | 荒井つかさ（レーシングミクサポーターズ） | 6代目（2015年度）の日本レースクイーン大賞受賞者。                                                                  |
| 第13回 | 2016年4月26日 （火曜日）  | 蒼怜奈（TOYOTA PRIUS apr GTレースクイーン） 阿比留夏海 （SUPER GT「TEAM TOM'S にゃんこ大戦争ガールズ」、スーパー耐久「GT NET GALS」） 沖舘唯（ARTA GALS） 小林レイミ（ZENT sweeties） 酒井美樹（TOYOTA PRIUS apr GTレースクイーン） 藤波優紀（Mobil1レースクイーン） 松山英礼奈〈TOYOTA PRIUS apr GTレースクイーン） 宮越愛恵（ITOCHU ENEX TEAM IMPULレースクイーン） 村上麻莉奈（LEXUS TEAM LeMans WAKO's LHG レースクイーン） 森脇亜紗紀（SUBARU BRZ GALS “BREEZE”） | 番組放送1周年を記念して、佐野と同じプラチナムに所属していたRQが番組史上最多となる10人出演した。                    |
| 第14回 | 2016年5月30日 （月曜日）  | 岡田智子 田代綾夏（現：城田あや） | 佐野の2013年のRQメイト。                                                                                           |
| 第15回 | 2016年6月28日 （火曜日）  | 早瀬あや（ZENT sweeties） | 佐野の翌年（2015年）にレースクイーン・オブ・ザ・イヤーを受賞。                                                     |